# Britain's Finest
Britain's Finest (Nederlands: Het beste van Brittannië) is een serie televisieprogramma's die op Comedy Central in Nederland worden uitgezonden. Het is een blok dat elke zondag wordt uitgezonden van 21:30 uur tot 23:20 uur. Britain's Finest houdt in dat er in deze tijd alleen Britse comedy's worden uitgezonden. Comedy Central is niet het enige kanaal met een Best-of-Britain programmering: ook diverse kanalen zoals 13th Street hebben deze.
Britain's Finest is geïntroduceerd op 27 april 2008 en de volgende televisieprogramma's worden er uitgezonden:
- Two Pints Of Lager
- Lead Balloon
- The Cup

De volgende programma's worden nog niet of niet meer uitgezonden bij Britain's Finest:
- The IT Crowd
- Teachers (seizoen 4)
- Angelo's
- After You've Gone
- Extras
- Gavin & Stacey
- No Angels